# Klamydiainfektion
Klamydia är en bakteriell könssjukdom som orsakas av bakterien Chlamydia trachomatis. Klamydia är den vanligaste könssjukdomen som anmäls enligt smittskyddslagen. Den smittar vid vaginalt, oralt och analt sex utan kondom. Sjukdomen orsakas av bakterier som finns i urinrör och slida, ibland även i ändtarm och i sällsynta fall i svalget.
Årligen rapporteras omkring 35 000 fall av klamydia i Sverige. Klamydia är en vanlig sjukdom runt om i Europa såväl som i övriga delar av världen.
Mer än hälften av dem som drabbas har inga symptom. Som ett resultat av detta sprids klamydia lättare vidare till andra människor och sjukdomen kan även ge upphov till olika följdsjukdomar för den drabbade.

## Symptom
Det vanligaste är att klamydia inte ger några symptom. Omkring 70 procent av smittade kvinnor och 50 procent av smittade män är symptomfria. Eventuella symptom är sveda och klåda när man kissar på grund av inflammation i urinröret, och flytningar från urinröret hos både män och kvinnor. Kvinnor kan få blödningar mellan menstruationer. Män kan få smärta i pungen. Symptomen börjar några dygn till någon vecka efter man blivit smittad.

## Följdverkningar
Utan behandling kan infektionen leda till sterilitet hos kvinnor, eftersom den kan leda till äggledarinflammation. Till följd av äggledarinflammation finns också risk för utomkvedshavandeskap vid en framtida graviditet. Kvinnan kan även smitta barnet vid förlossningen så att det nyfödda barnet får ögoninflammation eller lunginflammation. Hos män kan klamydia orsaka bitestikelinflammation, som innebär risk för sterilitet. Utöver detta kan klamydia även i sällsynta fall leda till reaktiv artrit några veckor efter infektion.

## Diagnostik
Klamydia diagnostiseras med molekylärbiologiska metoder såsom PCR.
Det går också att beställa klamydiatest på nätet. Denna typ av test indikerar dock enbart om man har klamydia i underlivet. Det är ett självtest i form av ett slidprov för kvinnor och ett urinprov för män. Provet skickas till ett laboratorium och kan inom cirka 1–2 veckor se sitt provsvar på nätet. Testet visar inte om man har klamydia som endast sitter i ändtarmen, halsen, svalget eller ögonen.

### Förändring av genomet
Under hösten 2006 upptäcktes en stam av klamydia som inte kunde påvisas med de flesta kommersiella diagnostiska system som användes i Sverige. Klamydiavarianten hade förändrat den bit av sin arvsmassa som var mål för den DNA-baserade PCR-diagnostiken. Spridningen av den nya varianten varierade över landet. Den nya varianten stod för 10–60 % av klamydiasmittorna i olika län i Sverige.

## Smittspårning
Klamydia är en anmälningspliktig sjukdom och klassas som en allmänfarlig sjukdom.
Enligt smittskyddslagen är en person som misstänker klamydiasmitta skyldig att omedelbart söka läkarvård. All undersökning, vård och behandling som behövs är kostnadsfri. Patienten är skyldig att göra de undersökningar och ta de prover som behövs. Om smitta fastställs är patienten skyldig att genomgå behandling. Patienten måste även lämna uppgifter om den eller de personer smittan kan ha kommit från och den eller de personer patienten kan ha fört den vidare till. Patienten kan själv välja om han eller hon vill informera sina partner eller be att en läkare gör det. Patienten är i det senare fallet alltid anonym gentemot sina partner genom sekretesskyddet i smittskyddslagen.
I Sverige finns gratis klamydiatest att beställa från de flesta landsting och från digitala vårdgivare.

## Epidemiologi
Antalet upptäckta fall ökade kraftigt i Sverige under 2000-talet, för att efter år 2007 avta. Sedan 2010 stabiliserades incidensen och sedan 2015 sågs återigen en minskning. Årligen rapporteras omkring 30 000–40 000 fall av klamydia i Sverige. Framför allt är det tonåringar och unga vuxna som drabbas. I Sverige är 56 procent av dem som drabbas kvinnor och 44 procent män. De tre län som har den högsta relativa förekomsten av sjukdomen är Stockholm, Skåne och Västra Götaland. Omkring tio procent av de personer som smittas har fått klamydiainfektionen under en utlandsresa.
Klamydia är den vanligaste sexuellt överförbara infektionen i hela världen. Världshälsoorganisationen uppskattar att 128 miljoner människor var drabbade av klamydia år 2012 globalt. Kvinnor var drabbade i högre grad (4,2 %) än män (2,7 %). Prevalensen var högst i Amerika.